# Gunner (football americano)
Nel football americano, il gunner (spesso chiamato anche shooter) è un giocatore specializzato a correre molto velocemente verso il Kick returner durante i kickoffs e i punts. 
I gunners devono essere molto tecnici ed agili, al fine di eludere i blocchi che i compagni del returner portano per permettergli di correre il più avanti possibile ed essere in grado di cambiare direzione velocemente. I gunners del punt team devono essere inoltre in grado di bloccare o intercettare il calcio.
I gunners sono solitamente defensive backs, cornerbacks, wide receivers, o running back non utilizzati dagli special teams, spesso come riserve (backups).
Il gunner può anche essere uno dei giocatori assegnati per bloccare il cannoniere del punting team.
Nel Pro Bowl della NFL sono indicati con il nome di "Special Teamer", allo stesso modo di kicker, punter, e kick returner. Il gunner è considerato quello con più doti atletiche. Alcuni dei più noti gunner Pro Bowlers sono Kassim Osgood, Brendon Ayanbadejo, Hanik Milligan, Larry Izzo, David Tyree, Montell Owens, Jonathan Casillas, Stefan Logan, Anthony Madison e Sean Morey. Steve Tasker, sette volte Pro Bowler, è considerato il miglior gunner della storia della NFL.
In occasione dei punt ci sono due giocatori del punting team che ricoprono il ruolo di wide receivers nel caso venissero chiamati particolari schemi. Sono anch'essi chiamati gunners.